# Kórós
Kórós é um município da Hungria, situado no condado de Baranya. Tem 15,12 km² de área e sua população em 2019 foi estimada em 201 habitantes.